# 엄PD의 라디오 라떼
《엄PD의 라디오 라떼》는 2020년 11월 7일부터 KNN 러브FM(부산 FM 105.7MHz, 양산 FM 88.5MHz, 기장/정관 FM 89.3MHz, 창원/김해/거제 FM 90.9MHz, 진주 FM 98.7MHz)을 통해 주말 밤 8시부터 밤 10시까지 방송중인 라디오 프로그램이다.
 주말 새벽 3시부터 새벽 5시까지는 KNN 파워FM(부산 FM 99.9MHz, 기장,정관 96.3MHz, 창원 102.5MHz, 진주 105.5MHz, 거창 106.7MHz)을 통해 재방송된다.

## 진행자
- 엄상준 PD

## 코너
- 라떼 플레이리스트 : 대중음악사에 길이 남을 명음반들을 선정하여 연속으로 들어보는 시간